# 西克莫 (南卡罗来纳州)
西克莫（英文：Sycamore），是美国南卡罗来纳州下属的一座城市。城市类型是“Town”。其面积大约为3.18平方英里（8.24平方公里）。根据2010年美国人口普查，该市有人口180人，人口密度约为每平方 英里56.6人（约合每平方公里21.86人）。